# Royal Léopold Football Club
 (avril 2022).
Si vous disposez d'ouvrages ou d'articles de référence ou si vous connaissez des sites web de qualité traitant du thème abordé ici, merci de compléter l'article en donnant les références utiles à sa vérifiabilité et en les liant à la section « Notes et références ».
 (avril 2022).
La mise en forme du texte ne suit pas les recommandations de Wikipédia : il faut le « wikifier ».
Les points d'amélioration suivants sont les cas les plus fréquents. Le détail des points à revoir est peut-être précisé sur la page de discussion.
- Les titres sont pré-formatés par le logiciel. Ils ne sont ni en capitales, ni en gras.
- Le texte ne doit pas être écrit en capitales (les noms de famille non plus), ni en gras, ni en italique, ni en « petit »…
- Le gras n'est utilisé que pour surligner le titre de l'article dans l'introduction, une seule fois.
- L'italique est rarement utilisé : mots en langue étrangère, titres d'œuvres, noms de bateaux, etc.
- Les citations ne sont pas en italique mais en corps de texte normal. Elles sont entourées par des guillemets français : « et ».
- Les listes à puces sont à éviter, des paragraphes rédigés étant largement préférés. Les tableaux sont à réserver à la présentation de données structurées (résultats, etc.).
- Les appels de note de bas de page (petits chiffres en exposant, introduits par l'outil «  Source ») sont à placer entre la fin de phrase et le point final[comme ça].
- Les liens internes (vers d'autres articles de Wikipédia) sont à choisir avec parcimonie. Créez des liens vers des articles approfondissant le sujet. Les termes génériques sans rapport avec le sujet sont à éviter, ainsi que les répétitions de liens vers un même terme.
- Les liens externes sont à placer uniquement dans une section « Liens externes », à la fin de l'article. Ces liens sont à choisir avec parcimonie suivant les règles définies. Si un lien sert de source à l'article, son insertion dans le texte est à faire par les notes de bas de page.
- La présentation des références doit suivre les conventions bibliographiques. Il est recommandé d'utiliser les modèles {{Ouvrage}}, {{Chapitre}}, {{Article}}, {{Lien web}} et/ou {{Bibliographie}}. Le mode d'édition visuel peut mettre en forme automatiquement les références.
- Insérer une infobox (cadre d'informations à droite) n'est pas obligatoire pour parachever la mise en page.

Pour une aide détaillée, merci de consulter Aide:Wikification.
Si vous pensez que ces points ont été résolus, vous pouvez retirer ce bandeau et améliorer la mise en forme d'un autre article.
Maillots
Dernière mise à jour : 10 août 2021.

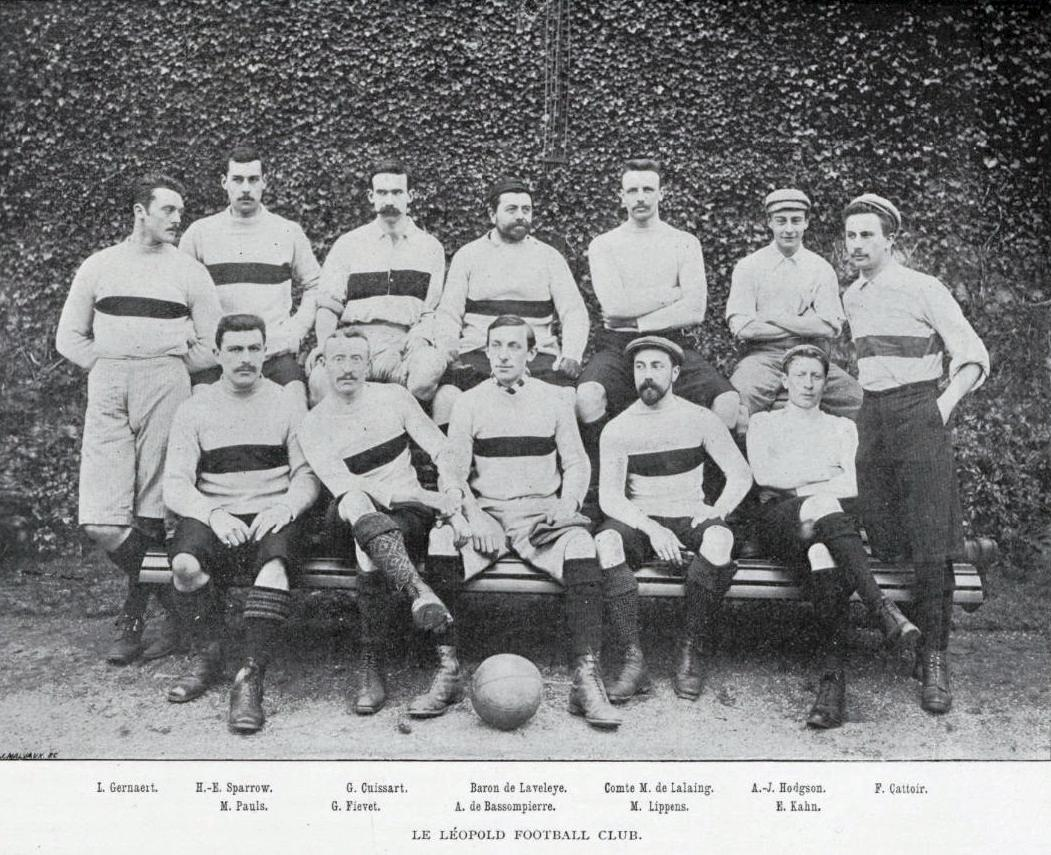
Le Léopold Football Club en mars 1896.

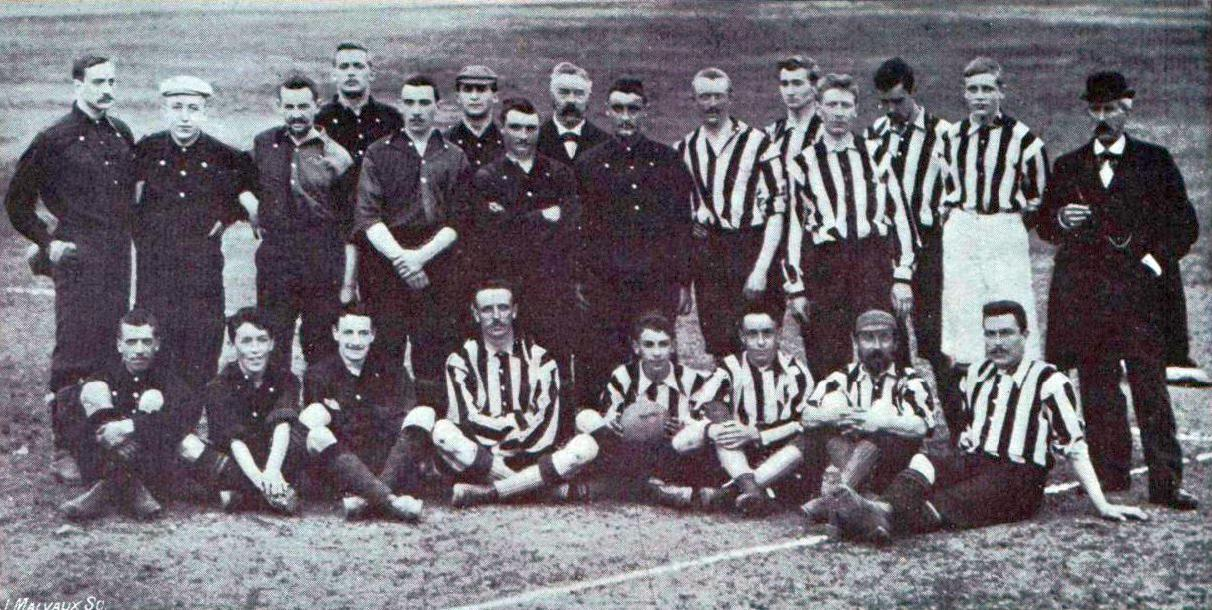
Royal Léopold Football Club contre Royal Football Club de Liège, à Spa le 4 octobre 1896 1.

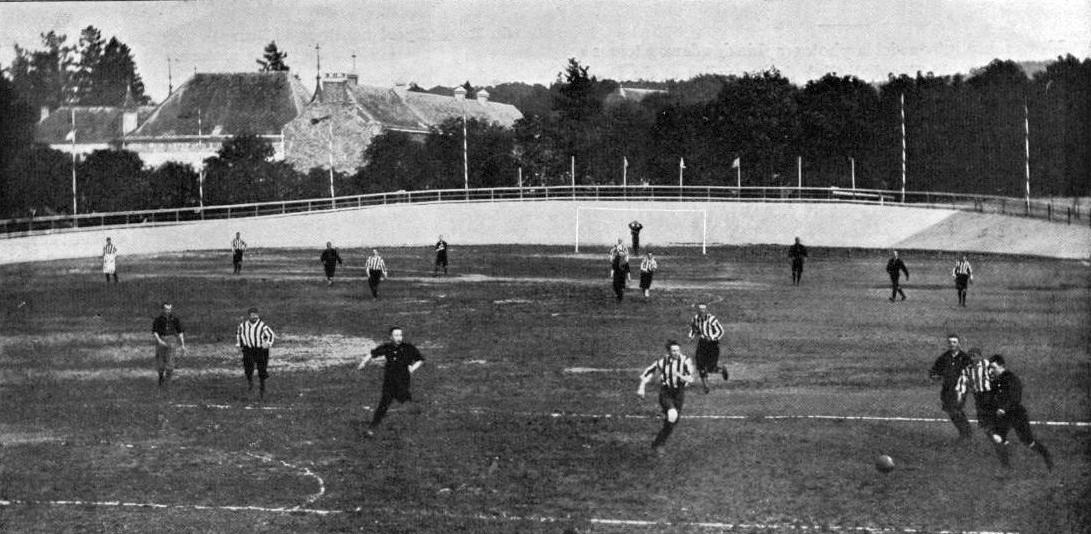
Royal Léopold Football Club contre Royal Football Club de Liège, à Spa le 4 octobre 1896 2.

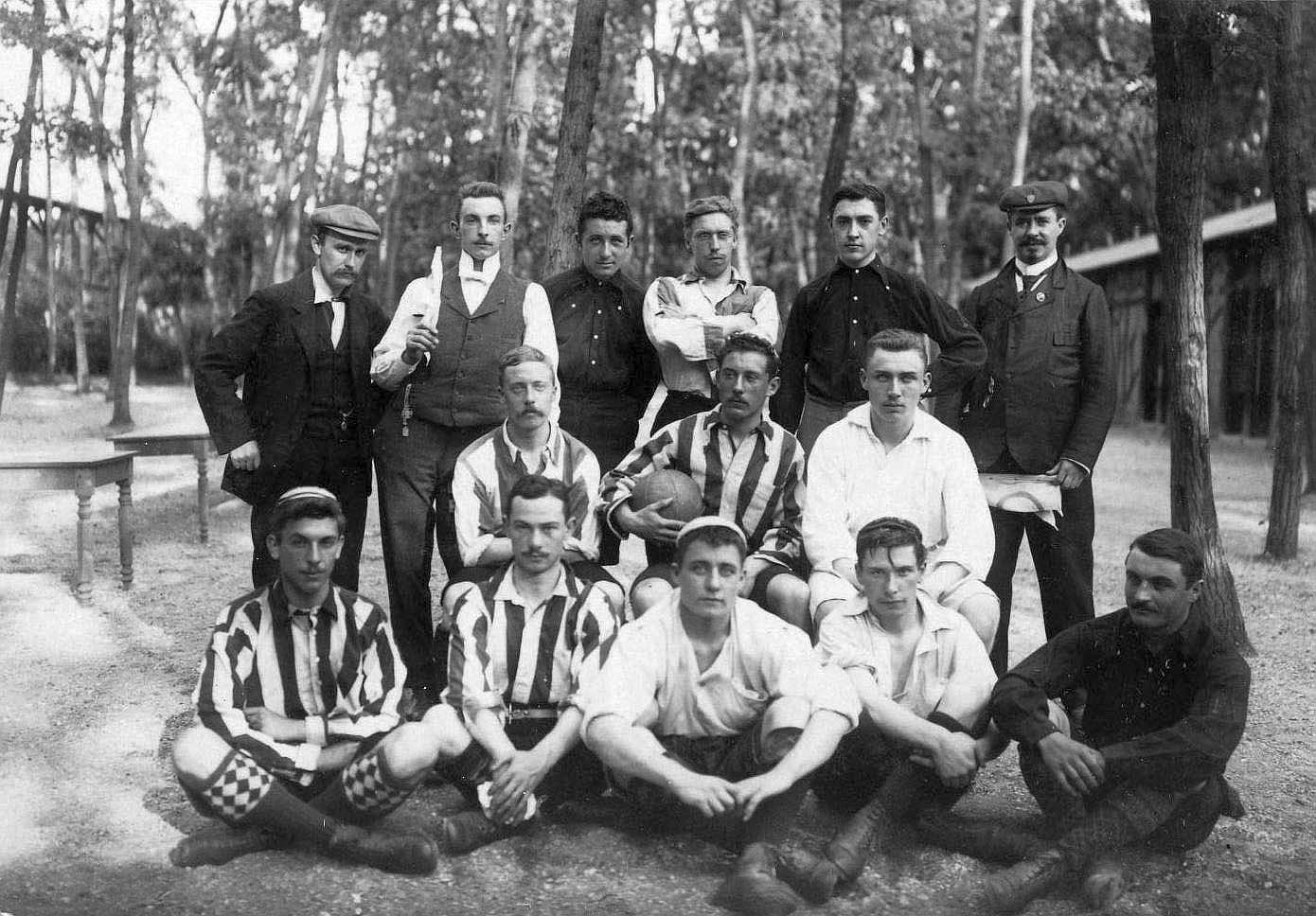
L'Université de Bruxelles (le Royal Léopold Football Club), troisième aux Jeux olympiques de 1900.

Le (Royal) Léopold Football Club est un club belge de football masculin localisé à Uccle au Sud-Ouest de la périphérie bruxelloise. Fondé en 1893, le club porte le matricule 5. Ses couleurs sont le rouge et le blanc.
En mai 2013, lassés par le manque de soutien de la part de la commune d'Uccle, le matricule 5 signe une convention d'emploi du stade Fallon, situé à Woluwe-Saint-Lambert. Le club a repris son appellation simplifiée de Léopold FC depuis le 1er juillet 2014 qui est la dénomination initiale du club lors de sa fondation. Le vocable "Royal" est parfois employé mais il n'est plus officiel car lorsqu'une entité change de nom, elle doit attendre dix ans d'activités ininterrompues pour pouvoir réutiliser le terme officiellement. Cette directive émane de la "Maison du Roi" et est indépendante de l'URBSFA.
Durant les deux dernières décennies du XXe siècle, le club connaît plusieurs fusions qui provoquent l'adaptation de son nom. Les couleurs originelles du club sont le rouge et le blanc auxquelles vint s'ajouter le bleu à la suite de la fusion avec le Royal Uccle Sport.
Lors de la saison 2019-2020, le club a disputé sa 47e saison en séries nationales.

## Le club
Le club fut fondé en 1893 par une douzaine de passionnés de football, dont le Capitaine Reyntiens. Celui-ci, Officier d'Ordonnance de Sa Majesté le Roi Léopold II proposa d'honorer la personne du Roi en donnant à leur cercle le nom de Léopold Football Club .
Le club fut un des dix fondateurs de l'U.B.S.S.A. (future URBSFA), sous le nom de Léopold Club de Bruxelles et participa au premier championnat de Belgique en 1895.
Aux origines, le Léopold CB était considéré comme le club de l'aristocratie et de la noblesse. À cette époque, le football n'était de toute façon pratiqué que par une petite partie aisée de la population. Les classes les plus pauvres ne disposaient ni des congés, ni des moyens nécessaires. La démocratisation du football se fit au fil de son développement et de l'évolution de la société.
En 1900, le club représente la Belgique dans la compétition de football organisée pendant les Jeux Olympiques. Les Belges accrochent le bronze a posteriori.
Malgré un palmarès assez mièvre, le club conserve un capital sympathie important de par son ancienneté. Pour nombre d'observateurs, malgré ces nombreux remaniements et l'existence d'homonymes, le club reste "le Léo".

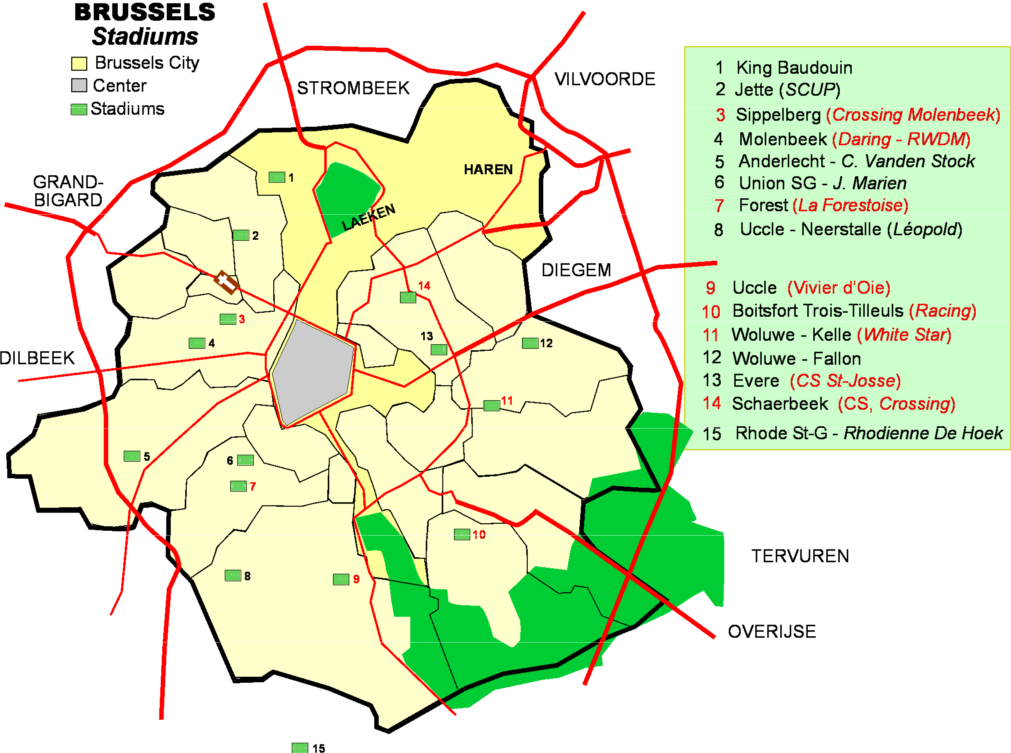

## Palmarès
- Troisième des Jeux olympiques en 1900.
- Vice-champion de Belgique en 1902.

## Repères historiques
- 1893 - fondation de Léopold Football Club le 11/02/1893
- 1895 - Léopold Football Club fut l'un des dix membres-fondateurs de l'U.B.S.S.A. (future URBSFA) sous l'appellation Léopold Club de Bruxelles. Il participa au championnat (appelé Coupe des Équipes Premières ou Coupe de Championnat).
- 1900 - Léopold Football Club de Bruxelles et l'Université de Bruxelles représentent conjointement la Belgique dans la compétition de football organisée pendant les Jeux Olympiques, avec une 3e place finale.
- 1921 - 01/02/1921, Léopold Football Club fut reconnu Société Royale. Le 21/08/1921, Léopold Football Club prit le nom de Royal Léopold Club de Bruxelles.
- 1926 - Royal Léopold Club de Bruxelles se vit attribuer le numéro matricule 5.
- 1954 - 28/01/1954, Royal Léopold Club de Bruxelles (5) changea son appellation en Royal Léopold Football Club (5).
- 1959 - 21/05/1959, Royal Léopold Football Club (5) changea son appellation en Royal Léopold Football Club Woluwe (5).
- 1961 -  09/08/1961, Royal Léopold Football Club Woluwe (5) changea son appellation en Royal Léopold Football Club Bruxelles (5).
- 1982 - 01/07/1982, fusion de Royal Léopold Football Club Bruxelles (5) et Cercle sporting Racing Uccle (7949) pour former Royal Léopold Football Club D'Uccle (5).
- 1990 - 01/07/1990, fusion de Royal Léopold Football Club D'Uccle (5) et Royal Uccle Sport (15) pour former Royal Uccle-Léopold Football Club (5).
- 1996 - 01/07/1996, fusion de Royal Uccle-Léopold Football Club (5) et Royal cercle sportif LA Forestoise (51) pour former Royal Uccle-Forestoise-Léopold Football Club (5).
- 2001 : 01/07/2001, fusion de Royal Uccle-Forestoise-Léopold Football Club (5) et Royal cercle sportif Saint-Josse (83) pour former Royal Léopold Uccle Forestoise (5) le 01/07/2001. On notera qu'à la suite de la fusion de ces deux clubs, un nouveau club a été créé à Saint-Josse sous le nom FC Saint-Josse. Celui-ci joue dans les divisions provinciales. Bien que fondé dans un esprit de continuité du CS St-Josse, c'est un club distinct.
- 2005 - 01/07/2005, Royal Léopold Uccle Forestoise (5) changea son appellation en Royal LÉOPOLD Uccle Football Club (5).
- 2013 - 01/07/2013, à la suite du déménagement de l'équipe première, Royal LÉOPOLD Uccle Football Club (5) changea son appellation en Royal LÉOPOLD Uccle Woluwe Football Club (5).
- 2014 - 01/07/2014, le Royal Léopold Uccle Woluwe Football Club (5) change sa dénomination en Léopold Football Club (5).

## Histoire
L'existence du R. Léopold Uccle FC ne fut pas un long fleuve tranquille mais cela n'empêcha pas l'association de traverser les époques au fil des modes et des tendances.
Parmi les fondateurs de la Fédération belge; le Léopold s'accrocha dans la plus haute division jusqu'en 1912. Après un petit soubresaut positif, d'une saison, juste avant la Première Guerre mondiale, le club n'y apparut plus jamais depuis lors.
Le R. Léopold CB  fut le premier des fondateurs (encore en activité) à quitter les séries nationales. Ce fut en 1928. Par la suite, le matricule 5 ne fit plus que de brèves apparitions. Il revint pour deux saisons au 3e niveau appelé Promotion de 1931 à 1933. Ensuite, il remonta en 1951 pour une dernière saison au 3e étage de la hiérarchie, juste avant la création de la Promotion en qualité de 4e palier. Le Léopold y fut directement relégué puis, en 1954 soit après deux saisons il disparut de la "nationale" pendant 49 ans. 
Lors des vingt dernières années du XXe siècle, on pensa que le vénérable Léo ne survivrait pas au passage du millénaire. Le club multipliait les fusions mais restait anonyme en matière de résultats. Seuls les historiens ou documentalistes, au courant de son origine et de son rôle aux prémices du football belge, frissonnaient au gré des évolutions... administratives du vieux club.
En 2003, le matricule 5 refit une brève apparition d'une seule saison en séries nationales, suivie de trois autres de 2005 à 2008.
Champion provincial du Brabant en 2010, le Royal Léopold Uccle Football Club remonta en Promotion en vue de la saison 2010-2011.
À la fin de la 2012-2013, la direction du club, qui fête ses 120 ans d'existence, prend une décision radicale. Lassés du manque de soutien affiché par la Commune d'Uccle et de devoir partager les installations de la « Chausée de Neerstalle » avec d'autres clubs d'autres disciplines, l'équipe première du Léopold, déménage de l'autre côté de l'agglomération bruxelloise, à Woluwe-Saint-Lambert et le stade Fallon. Le club adapte son nom en R. Léopold Uccle Woluwe FC avant de retrouver son appellation d'origine, Léopold FC, à partir du 1er juillet 2014.
Lors de la réformes des compétitions et de la création d'un cinquiiè!me niveau national, le Léopold ne peut se maintenir au 4e. Le club devient un des fondateurs de ce qui alors appelé la « Division 3 Amateur ACFF ». D2sormais, les divisions inférieures à la 3e sont disputées par régime linguistique, Néerlandophones d'un côté au sein de la VFV (qui devient VV en 2020) alors que Francophones et Germanophones forment l'ACFF, Association des Clubs de Football Francophones. Le « Great Old bruxellois » se maintient deux saisons en milieu puis termine à une belle 5e place en 2018-2019 et un accès au « tour final ». Celui-ci se termine d'emblée avec un revers des œuvres du R. CS Onhaye (1-3). La saison suivante est un échec. Lorsque les compétitions sont arrêtées le 12 mars 2021, le matricule 5 occupe la 15e des 16 places de sa série. Plus tard, la fédération statue de figer les classements. Comme entre 23 et 25 journées ont été disputées selon les divisions, il est décidé d'appliquer les critères de montées et descentes habituels, tours finaux non compris. Le Léopold retrouve la Première provinciale brabançonne, mais désormais scindées en aile linguistiques. Etant inscrit comme club francophone, le Royal Léopold Football Club intègre « P1 du Brabant wallon ».
Peu après la confirmation de la relégation 2020, le Léopold retrouve ses anciennes installations de la chaussée de Neerstalle (à Uccle), mais sans délaisser celles du stade Fallon (à Woluwe).

### Terrains et Stades
- 1893 - 1901: plaine Ten Bosch à Ixelles
- 1901 - 1952: parc Brugmann à Uccle
- 1952 - 2013 : chaussée de Neerstalle à Uccle
- 2013 - 2020 : stade Fallon à Woluwe-Saint-Lambert
- 2020 - ... : chaussée de Neerstalle à Uccle (en partage avec installation du stade Fallon)

### Anciens logos

Ancien logo du Léopold jusqu'en 2013.

## Royal Uccle Sport
Fondé en 1901, Uccle Sport était localisé à Uccle. Il fut le 10e club brabançon (bruxellois) à atteindre les séries nationales (le 11e dans la plus haute division). Il porta le matricule 15. Ses couleurs étaient Bleu et Blanc.
Ce club évolua durant 54 saisons en séries nationales, dont 4 dans la plus haute division. Il fut un des onze clubs fondateurs du 2e niveau national en 1909.

## Royal Cercle Sportif La Forestoise
Fondé en 1909, Le CS La Forestoise fut localisé à Forest. Son terrain principal jouxtait la salle de spectacle de Forest National et n'est distant que de quelques centaines de mètres du stade de l'Union St-Gilloise. Il fut le 13e club brabançon (bruxellois) à atteindre les séries nationales (le 14e dans la plus haute division). Il porta le matricule 51. Ses couleurs étaient Vert et Blanc.
Ce club évolua durant 64 saisons en séries nationales, dont 5 dans la plus haute division.

### Palmarès
- Champion de D2; 1 (1942).
- Champion de Promotion (D4); 3 (1953, 1968, 1978).

## Royal Cercle Sportif Saint-Josse
Fondé en 1915, le CS Saint-Josse joue la plus grande partie de son existence sur le territoire de la commune d'Evere. Il est le 23e club brabançon (bruxellois) à atteindre les séries nationales. Il n'atteint jamais la plus haute division, mais évolue une saison au 2e niveau de la hiérarchie. Il portait le matricule 83. Ses couleurs étaient Rouge et Bleu.
Ce club évolue 11 saisons en séries nationales, dont une au 2e niveau de la hiérarchie.

### Palmarès
- Champion de D3: 1 (1933)

## Cercle Sportif Racing Uccle (7949)
Fondé en 1973, le CS Racing Uccle fut un club localisé à Uccle. Il porta le matricule 7949. Il n'évolua jamais en séries nationales.

### Repères historiques
- 1973 : 15/05/1973, fondation de CERCLE SPORTIF RACING UCCLE.
- 1973, 21/06/1973, CERCLE SPORTIF RACING UCCLE s'affilia à l'URBSFA et reçut le matricule 7949.
- 1982 - 01/07/1982, fusion de ROYAL LÉOPOLD FOOTBALL CLUB BRUXELLES (5) et CERCLE SPORTING RACING UCCLE (7949) pour former ROYAL LÉOPOLD FOOTBALL CLUB D'UCCLE (5). Le matricule 7949 disparut

## Personnalités
- Fernand Nisot - plus jeune Diable Rouge de l'Histoire (16 ans et 19 jours).

## Classements séries nationales
Les tableaux ci-dessous ne reprennent que les classements du matricule 5 sous ses différentes appellations.
Statistiques mises à jour le 10 août 2021 - au terme de la saison 2020-2021

### Bilan
| Niv | Divisions     | Jouées | Titres | TM Up | TM Down |
| --- | ------------- | ------ | ------ | ----- | ------- |
| I   | 1re nationale | 18     | 0      | 1     |         |
| II  | 2e nationale  | 8      | 0      |       |         |
| III | 3e nationale  | 5      | 0      |       | 1       |
| IV  | 4e nationale  | 12     | 0      | 1     | 1       |
| V   | 5e nationale  | 4      | 0      | 1     |         |
|     |               |        |        |       |         |
|     | TOTAUX        | 47     | 0      | 3     | 2       |

- TM Up : test-match pour départager des égalités, ou toutes formes de Barrages ou de Tour final pour une montée éventuelle.
- TM Down : test-match pour départager des égalités, ou toutes formes de Barrages ou de Tour final pour le maintien.

### Classement saison par saison
| Ordre                     | Saison  | Nom du club                 | Niveau                          | Classement final | Remarques                |
| ------------------------- | ------- | --------------------------- | ------------------------------- | ---------------- | ------------------------ |
| 1                         | 1895-96 | Léopold CB                  | Coupe de Championnat            | 4e/7             |                          |
| 2                         | 1896-97 | Léopold CB                  | Coupe de Championnat            | 4e/6             |                          |
| 3                         | 1897-98 | Léopold CB                  | Coupe de Championnat            | 3e/5             |                          |
| 4                         | 1898-99 | Léopold CB                  | Division 1 Groupe A/B/W         | 4e/5             |                          |
| 5                         | 99-1900 | Léopold CB                  | Division 1 Groupe A/B/W         | 5e/6             |                          |
| 6                         | 1900-01 | Léopold CB                  | Division d'Honneur              | 3e/9             |                          |
| 7                         | 1901-02 | Léopold CB                  | Division d'Honneur Groupe B     | 2e/5             | Tour final et Test-match |
| 8                         | 1902-03 | Léopold CB                  | Division d'Honneur Groupe A     | 1er/5            | Tour final               |
| 9                         | 1903-04 | Léopold CB                  | Division d'Honneur Groupe B     | 2e/5             | Tour final               |
| 10                        | 1904-05 | Léopold CB                  | Division d'Honneur              | 9e/11            |                          |
| 11                        | 1905-06 | Léopold CB                  | Division d'Honneur              | 6e/10            |                          |
| 12                        | 1906-07 | Léopold CB                  | Division d'Honneur              | 7e/10            |                          |
| 13                        | 1907-08 | Léopold CB                  | Division d'Honneur              | 9e/10            |                          |
| 14                        | 1908-09 | Léopold CB                  | Division d'Honneur              | 10e/12           |                          |
| 15                        | 1909-10 | Léopold CB                  | Division d'Honneur              | 10e/12           |                          |
| 16                        | 1910-11 | Léopold CB                  | Division d'Honneur              | 9e/12            |                          |
| 17                        | 1911-12 | Léopold CB                  | Division d'Honneur              | 12e/12           | Relégué!                 |
| 18                        | 1912-13 | Léopold CB                  | Promotion (D2)                  | 2e/12            | Promu!                   |
| 19                        | 1913-14 | Léopold CB                  | Division d'Honneur              | 12e/12           | Relégué!                 |
| Compétitions interrompues |         |                             |                                 |                  |                          |
| 20                        | 1919-20 | Léopold CB                  | Promotion (D2)                  | 10e/12           |                          |
| 21                        | 1920-21 | R. Léopold CB               | Promotion (D2)                  | 9e/12            |                          |
| 22                        | 1921-22 | R. Léopold CB               | Promotion (D2)                  | 9e/14            |                          |
| 23                        | 1922-23 | R. Léopold CB               | Promotion (D2)                  | 13e/14           | [ saisons 3 ]            |
| 24                        | 1923-24 | R. Léopold CB               | Promotion (D2) série B          | 4e/14            |                          |
| 25                        | 1924-25 | R. Léopold CB               | Promotion (D2) série B          | 6e/14            |                          |
| 26                        | 1925-26 | R. Léopold CB               | Promotion (D2) série B          | 10e/14           | Relégué!                 |
| 27                        | 1926-27 | R. Léopold CB               | Promotion (D3) série C          | 11e/14           | Test-match               |
| 28                        | 1927-28 | R. Léopold CB               | Promotion (D3) série C          | 13e/14           | Relégué!                 |
| séries régionales         |         |                             |                                 |                  |                          |
| 29                        | 1931-32 | R. Léopold CB               | Promotion (D3) série B          | 11e/14           |                          |
| 30                        | 1932-33 | R. Léopold CB               | Promotion (D3) série A          | 13e/14           | Relégué!                 |
| séries régionales         |         |                             |                                 |                  |                          |
| 31                        | 1951-52 | R. Léopold CB               | Promotion (D3) série A          | 12e/16           | Relégué!                 |
| 32                        | 1952-53 | R. Léopold CB               | Promotion série B               | 13e/16           |                          |
| 33                        | 1953-54 | R. Léopold CB               | Promotion série C               | 15e/16           | Relégué!                 |
| séries provinciales       |         |                             |                                 |                  |                          |
| 34                        | 2003-04 | R. Léopold Uccle Forestoise | Promotion série B               | 14e/16           | Relégué!                 |
| séries provinciales'      |         |                             |                                 |                  |                          |
| 35                        | 2005-06 | R. Léopold Uccle FC         | Promotion série B               | 4e/16            |                          |
| 36                        | 2006-07 | R. Léopold Uccle FC         | Promotion série B               | 13e/16           | .Barrages                |
| 37                        | 2007-08 | R. Léopold Uccle FC         | Promotion série B               | 14e/16           | Relégué!                 |
| séries provinciales       |         |                             |                                 |                  |                          |
| 38                        | 2010-11 | R. Léopold Uccle FC         | Promotion série D               | 12e/16           |                          |
| 39                        | 2011-12 | R. Léopold Uccle FC         | Promotion série B               | 10e/16           |                          |
| 40                        | 2012-13 | R. Léopold Uccle FC         | Promotion série B               | 6e/16            |                          |
| 41                        | 2013-14 | R. Léopold Uccle-Woluwe FC  | Promotion série B               | 3e/16            | Tour final               |
| 42                        | 2014-15 | R. Léopold FC               | Promotion série B               | 8e/16            |                          |
| 43                        | 2015-16 | R. Léopold FC               | Promotion série B               | 8e/16            | Relégué!                 |
| 44                        | 2016-17 | R. Léopold FC               | Division 3 Amateur ACFF série A | 8e/14            |                          |
| 45                        | 2017-18 | R. Léopold FC               | Division 3 Amateur ACFF série A | 12e/16           |                          |
| 46                        | 2018-19 | R. Léopold FC               | Division 3 Amateur ACFF série A | 5e/16            | Tour final !             |
| 47                        | 2019-20 | R. Léopold FC               | Division 3 Amateur ACFF série A | 15e/16           | Relégué!                 |
| séries provinciales       |         |                             |                                 |                  |                          |